# اوریدیس
ائورودیکه (به یونانی: Εὐρυδίκη) نام چند شخصیت در اسطوره‌های یونانی بود؛ از جمله ائورودیکه همسر اورفئوس.
ائورودیکه همسر اورفئوس براثر مارگزیدگی جان سپرد، اما اورفئوس که عاشق او بود، به دنبال او به جهان زیرین که در تملک هادس خدای جهان مردگان بود، رفت و با نواختن چنگ پرسفونه را مجذوب کرد و پرسفونه به او اجازه داد تا ائورودیکه را از جهان زیرین بازگرداند، به شرط آن‌که تا خروج از قلمرو هادس به چهرهٔ او نگاه نکند. اما در میان راه اورفئوس از بیم آن‌که ائورودیکه به دنبالش نرود، برگشت و وی را نگاه کرد و در نتیجه ائورودیکه برای همیشه به جهان زیرین بازگردانده شد.